# Burlats
 Burlats  es una población y comuna francesa, ubicada en la región de Mediodía-Pirineos, departamento de Tarn, en el distrito de Castres y cantón de Roquecourbe.

## Demografía
| 1,163 | 1,141 | 1,176 | 1,313 | 1,670 | 1,829 |
| Para los censos de 1962 a 1999 la población legal corresponde a la población sin duplicidades (Fuente: INSEE [Consultar]) |       |       |       |       |       |